# Robert Hinderling

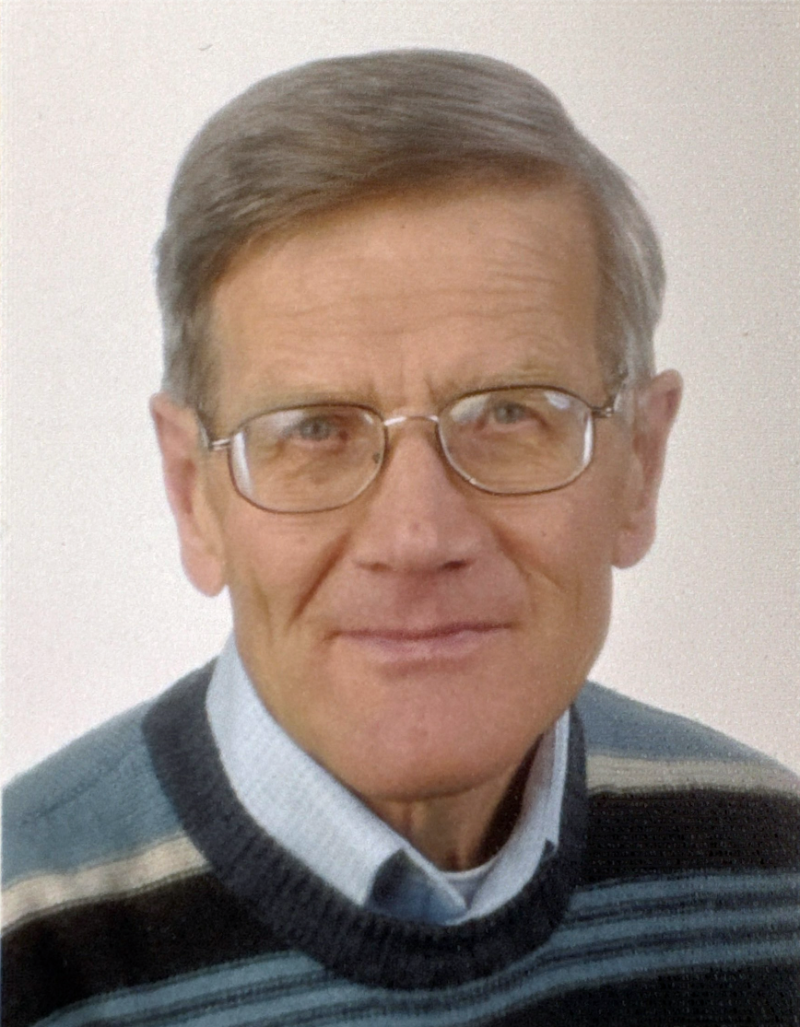
Robert Hinderling

Robert Hinderling (* 20. Januar 1935 in Winterthur, Kanton Zürich; † 16. Juli 2011 in Bayreuth, Bayern) war ein Schweizer, von 1978 bis 2002 an der Universität Bayreuth wirkender Hochschullehrer für germanistische Linguistik und Dialektologie. Auf seine Initiative geht der sechsteilige, inzwischen gegen fünfzig Bände umfassende Bayerische Sprachatlas zurück. 1979 gründete er zur Förderung der Dialektforschung die Johann-Andreas-Schmeller-Gesellschaft, und 1980 initiierte er die seither regelmäßig stattfindenden Bayerisch-Österreichische Dialektologen-Tagungen.

## Leben
Hinderling wuchs als drittes von elf Kindern eines evangelisch-reformierten Pfarrers in Aarburg (Kanton Aargau) und Zollikon (Kanton Zürich) auf. Er studierte an den Universitäten Basel, Bonn, Berlin und Kopenhagen und promovierte 1967 an der Universität Zürich bei Stefan Sonderegger zum Thema Studien zu den starken Verbalabstrakta des Germanischen. 1977 habilitierte er sich mit der (1981 im Druck erschienenen) Schrift Die deutsch-estnischen Lehnwortbeziehungen im Rahmen einer europäischen Lehnwortgeographie.
Nach Aufenthalten an den Universitäten von Turku (Finnland), Regensburg und Münster kam er an die neu gegründete Universität Bayreuth, wo er von 1978 bis zu seiner Emeritierung im Jahr 2002 den Lehrstuhl für Germanistische Linguistik und Dialektologie innehatte.

## Lehre und Schaffen
Hinderlings bleibendes Vermächtnis sind die von ihm nach dem Vorbild des Sprachatlasses der deutschen Schweiz und des Südwestdeutschen Sprachatlasses initiierten Sprachatlanten Bayerns, dank denen der Freistaat zu den dialektologisch am besten dokumentierten Regionen des deutschsprachigen Raums gehört. Das Projekt Bayerischer Sprachatlas umfasst sechs Teilprojekte – je eines für die sechs Regierungsbezirke des Landes – und deckt damit den in Bayern liegenden bairischen, schwäbischen und fränkischen Sprachraum vollständig ab.
Mit Blick auf die Förderung der Dialektologie gründete Hinderling 1979 die Johann-Andreas-Schmeller-Gesellschaft (Johann Andreas Schmeller war der Begründer der bairischen und überhaupt einer der Begründer der deutschen Mundartforschung). Die Gesellschaft gibt alljährlich einen Jahresband heraus und verleiht von Zeit zu Zeit den Johann-Andreas-Schmeller-Preis für hervorragende dialektologische Arbeiten. Nach dem Vorbild der Arbeitstagung alemannischer Dialektologen (heute: Arbeitstagungen zur alemannischen Dialektologie) begründete er 1980 die Bayerisch-Österreichische Dialektologen-Tagung (heute: Bayerisch-Österreichische Dialektologie-Tagung), die seither im Dreijahresturnus abwechselnd in Bayern und Österreich stattfindet.
Ein weiteres Wirkungsgebiet war die Erforschung von ethnischen Minderheiten. Ein von Hinderling geleitetes DFG-Projekt behandelte die Sprachminderheiten in Mitteleuropa.
Schüler Hinderlings sind nebst anderen Ludwig M. Eichinger, bis 2018 Direktor des Instituts für Deutsche Sprache in Mannheim und Lehrstuhlinhaber für Germanistische Linguistik an der dortigen Universität, Rüdiger Harnisch, bis 2021 Lehrstuhlinhaber für Deutsche Sprachwissenschaft an der Universität Passau, und Anthony Rowley, bis 2019 Redaktionsleiter des Bayerischen Wörterbuchs und dessen derzeitiger Projektleiter (Stand 2025). 1995 wurde Hinderling von seinen Schülern und Freunden mit einer Festschrift geehrt.

## Publikationen (Auswahl)
Monographien:
- Studien zu den starken Verbalabstrakta des Germanischen (= Quellen und Forschungen zur Sprach- und Kulturgeschichte der germanischen Völker. N. F. Band 24). De Gruyter, Berlin 1967. Nachdruck ebd. 2012.
- Die deutsch-estnischen Lehnwortbeziehungen im Rahmen einer europäischen Lehnwortgeographie. Harrassowitz, Wiesbaden 1981.
- mit Christopher J. Wickham: Diendorf, Kr. Nabburg (Oberpfalz). Zinzenzell, Kr. Bogen (= Phonai. Band 34). Niemeyer, Tübingen 1987.

Herausgeberschaft:
- mit Viktor Weibel: Fimfchustim. Festschrift für Stefan Sonderegger zum 50. Geburtstag am 28. Juni 1977, dargebracht von seinen Schülern (= Bayreuther Beiträge zur Sprachwissenschaft. Band 1). Sprach- und Literaturwissenschaftliche Fakultät der Universität Bayreuth, Bayreuth 1978.
- in Zusammenarbeit mit Ludwig Hitzenberger: Rückläufiges estnisches Wörterbuch. Eesti keele pöördsõnaraamat (Sõnalõpuline leksikon). Reverse dictionary of the Estonian language (= Bayreuther Beiträge zur Sprachwissenschaft. Band 2). Sprach- und Literaturwissenschaftliche Fakultät der Universität Bayreuth, Bayreuth 1979.
- mit Richard J. Brunner und Eberhard Dünninger: Nach Volksworten jagend. Gedenkschrift zum 200. Geburtstag von Johann Andreas Schmeller (= Jahrbuch der Johann-Andreas-Schmeller-Gesellschaft 1984). Sprach- und Literaturwissenschaftliche Fakultät der Universität, Bayreuth 1985.
- Ludwig von Rockinger: An der Wiege der bayerischen Mundart-Grammatik und des bayerischen Wörterbuchs. Neu herausgegeben, erweitert und mit einer Einleitung verstehen. Scientia, Aalen 1985.
- Europäische Sprachminderheiten im Vergleich. Deutsch und andere Sprachen. Vorträge gehalten auf der Tagung „Mehrsprachige Gemeinschaften im Vergleich“ Bayreuth 14.–16. Juli 1983. Steiner, Stuttgart 1986.
- mit Ludwig M. Eichinger: Handbuch der mitteleuropäischen Sprachminderheiten. Narr, Tübingen 1996.
- Sprachatlas von Nordostbayern. Band 1: Lautgeographie I. Vertretung der mittelhochdeutschen Kurzvokale (= Bayerischer Sprachatlas. Regionalteil 4). Heidelberg 2004.